# Lindtneria baboquivariensis
Lindtneria baboquivariensis är en svampart som först beskrevs av Robert Lee Gilbertson, och fick sitt nu gällande namn av Gilb. & Ryvarden 1986. Lindtneria baboquivariensis ingår i släktet Lindtneria och familjen Stephanosporaceae.   Inga underarter finns listade i Catalogue of Life.